# Cycles Bertin
Bertin est une marque française de fabrication de cycles, créée par l'ancien coureur professionnel André Bertin. Active de 1946 jusqu'au début des années 2000, sa chaîne de production mère est établie à Saint-Laurent-Blangy, aux portes d'Arras, dans la région des Hauts-de-France.

## Histoire

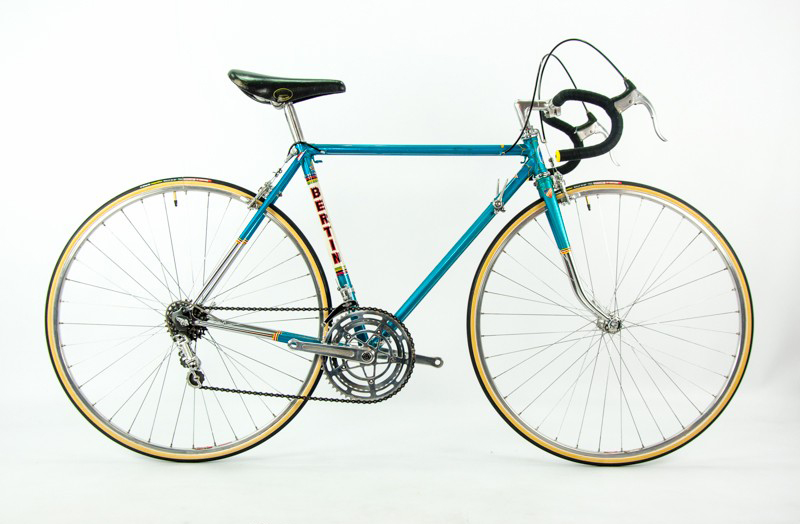
Bertin course des années 1970.

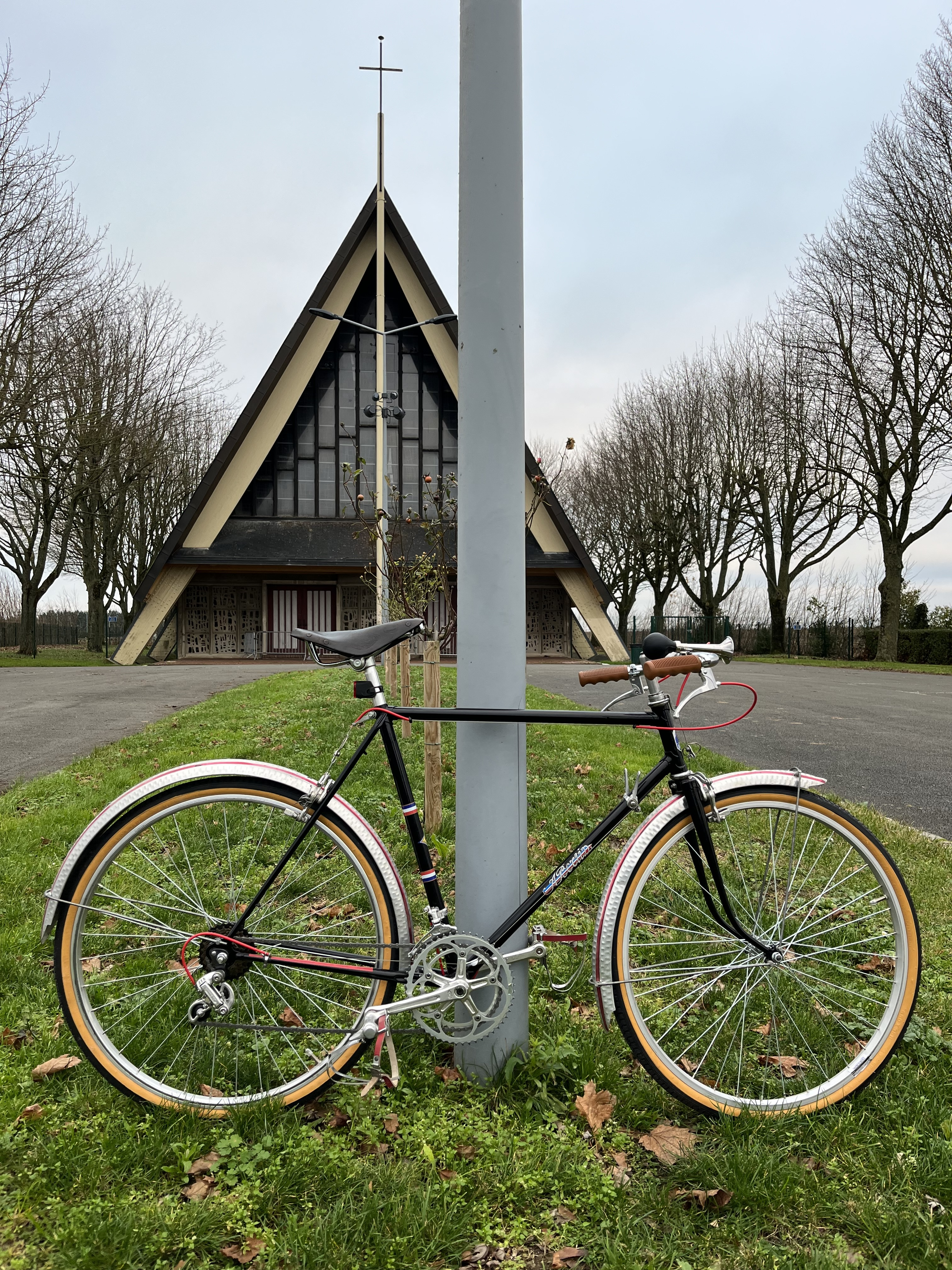
Randonneuse Bertin.

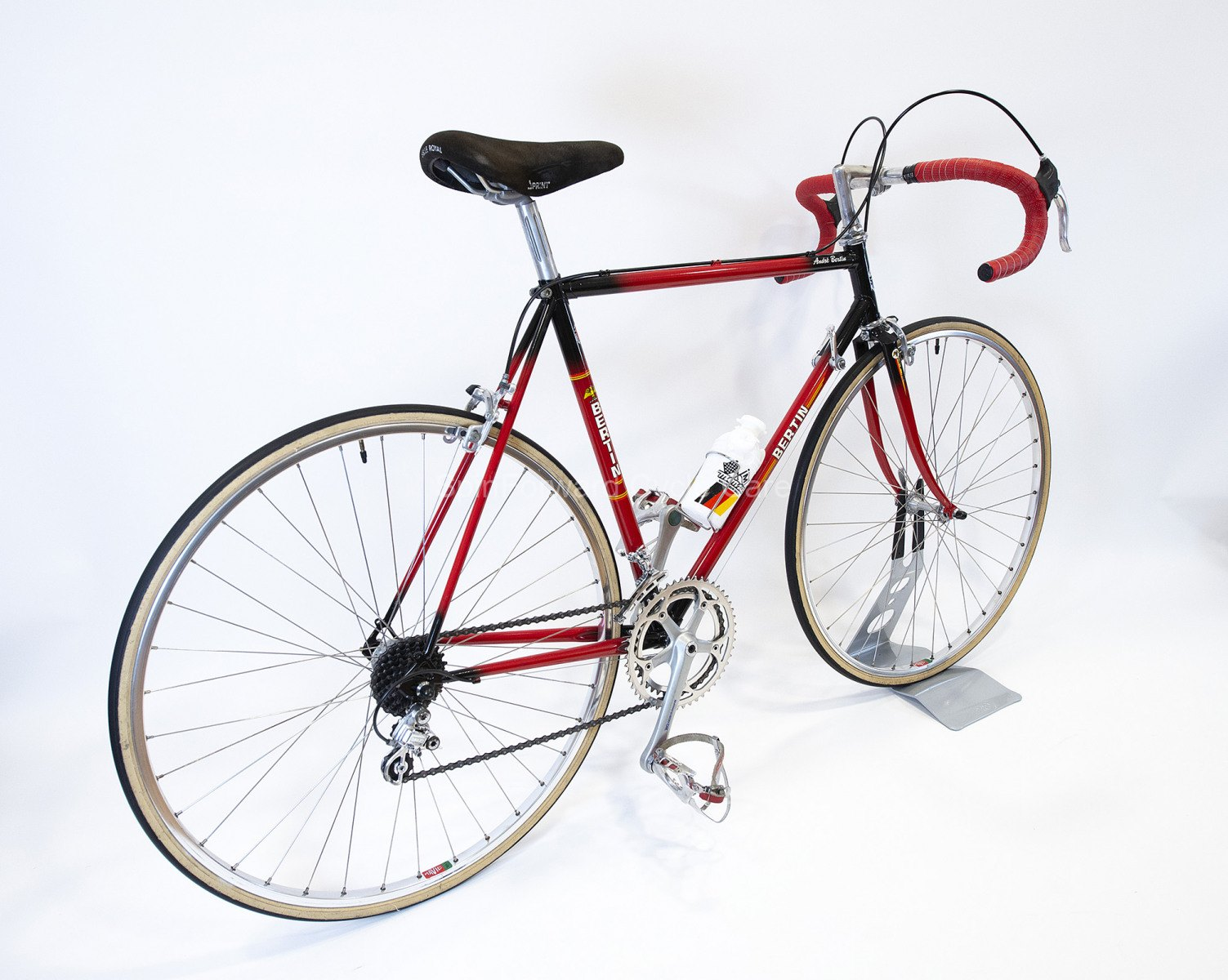
Bertin course des années 1980.

Impulsée par André Bertin (1912-1994), la marque des cycles Bertin est fondée à Saint-Laurent-Blangy en 1946.
Après s'être illustré en tant que coureur cycliste, André Bertin lance une première activité comme grossiste en pièces pour bicyclettes et motos. C'est après-guerre qu'il choisit de devenir un fabricant de cycles.
Les établissements Bertin gagnent très vite la réputation de proposer des vélos qualitatifs, conçus avec les meilleurs aciers Vitus, Colombus ou Reynolds. La marque dispose d'une large gamme de cycles, permettant à bon nombre d'utilisateurs d'y trouver leur idéal. Les établissements sont particulièrement reconnus pour proposer un vrai service à la carte dans la conception et l'assemblage des cycles.
La renommée grandissante de cette entreprise lui permet de conquérir de nouveaux marchés étrangers en se développant en Belgique (où une usine sera construite), au Maroc, puis au Japon, aux États-Unis, au Canada, et jusqu’en Australie.

### Équipe cycliste Bertin
Les Cycles Bertin ont disposé de leur propre équipe professionnelle Équipe cycliste Bertin durant plus de deux décennies (1945-1966). Cette équipe acquit une certaine notoriété en s'illustrant sur de nombreuses courses comme sur le Tour des Flandres, Paris-Nice mais surtout lors de grandes classiques. Elle permit de contribuer à l'essor de coureurs professionnels tels que Roger Decock, Barry Hoban ou encore Patrick Sercu. Après 1966, il n'y eut plus d'Équipe cycliste Bertin appartenant à proprement dit à la marque Bertin.

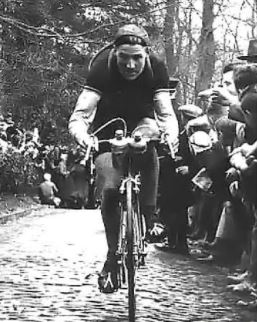
Roger DECOCK, coureur Bertin engagé lors du Tour des Flandres.
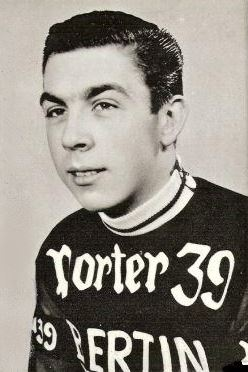
Patrick SERCU sous les couleurs de l'équipe BERTIN-PORTER 39.

Les Cycles Bertin ont bien continué à être présents dans le peloton professionnel en équipant l'Équipe cycliste IJsboerke en 1972 et 1973 avec des coureurs comme Willy Planckaert ou Hubert Hutsebaut et pour directeur sportif Rik Van Looy.

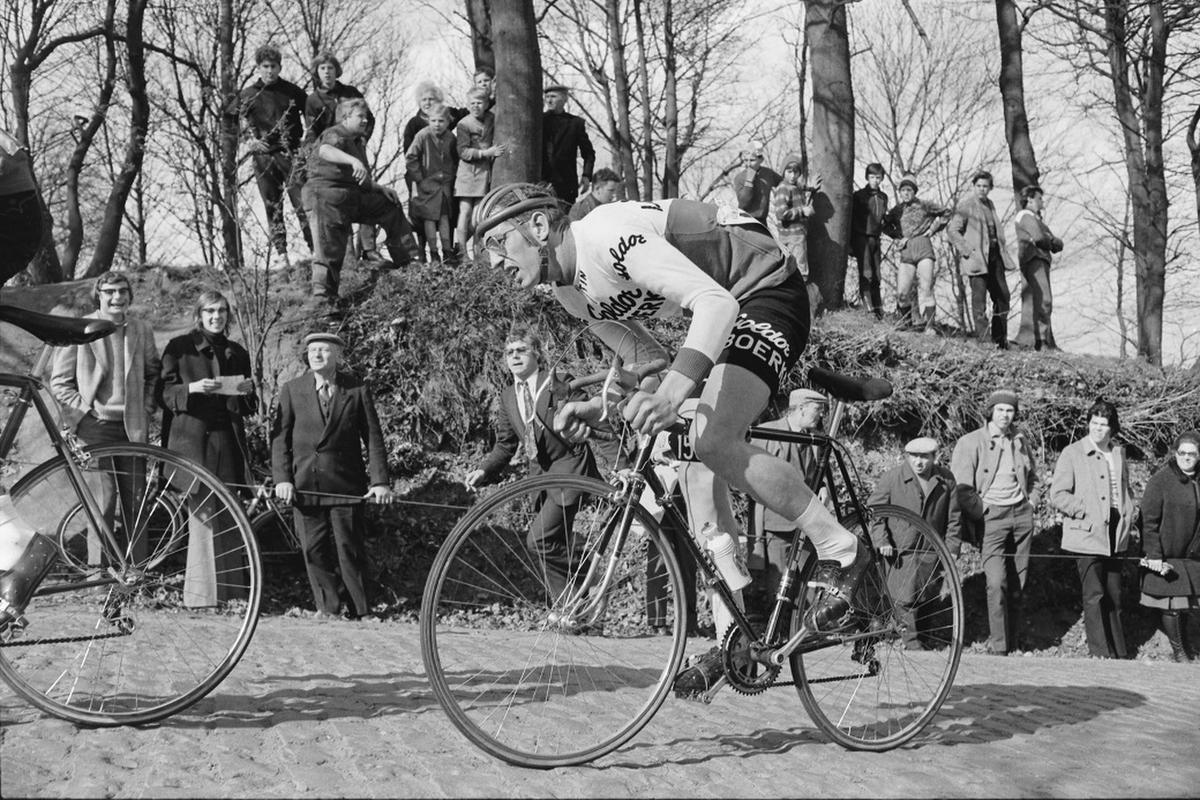
Hubert Hutsebaut en 1972 à Harelbeke.

### Milremo
Les Cycles Bertin sont aussi membre fondateur de la marque Milremo. Cette marque créée en 1957 est le résultat d'une collaboration entre André Bertin et le Britannique Ron Kitching, fabricant des cycles Kichting. Milremo correspond à une gamme de produits destinés aux deux sociétés et leur permettant d'occuper des parts plus conséquentes sur le marché de l'équipementier vélo. La marque Milremo fut mise en avant au travers de l'Équipe cycliste Bertin. Milremo est aujourd'hui la propriété de Shimano Europe, elle fournit exclusivement des vêtements cyclistes personnalisés.

### Distributeur Shimano
Les Établissements Bertin sont intimement liées au leader mondial des équipements pour vélos, Shimano. La marque japonaise décide de choisir les cycles Bertin pour distribuer sa production « cycles » en France à partir de 1972. Ce partenariat dure jusqu’en 2000, date à laquelle Shimano rachète les établissements Bertin afin de pouvoir continuer à y développer ses activités vers l’Europe sous la raison sociale Shimano France - Bertin Distribution. À partir de ce stade, la construction de cycles est abandonnée.

### Renouveau
En 2015, une marque « Cycles Bertin » est relancée à Quimper par Michaël et Mathieu Bertin, tous deux homonymes au fondateur historique. Cette nouvelle marque s'inspire des fondamentaux historiques impulsés par André Bertin et tend à se spécialiser dans le vélo haut de gamme.